# Pseudoklossia pelseneeri
Pseudoklossia pelseneeri is een soort in de taxonomische indeling van de Myzozoa, een stam van microscopische parasitaire dieren. Het organisme komt uit het geslacht Pseudoklossia en behoort tot de familie Aggregatidae. Pseudoklossia pelseneeri werd in 1915 ontdekt door Léger & Dubosq.